# CNN Newsroom International
CNN Newsroom International é o principal telejornal da CNN International. É transmitido de segunda a sexta-feira em 3 partes, das 04:00 às 07:30 horas, das 08:00 às 09:00 e das 12:00 às 13:00.

## Apresentadores
- Zain Asher
- Rosemary Church
- Max Foster
- Michael Holmes[1]
- Lynda Kinkade
- Robyn Curnow
- John Vause
- Natalie Allen
- George Howell
- Christina Macfarlane